# Wolfgang Sawallisch
Wolfgang Sawallisch   (Múnic, 26 d'agost de 1923 - Grassau, 22 de febrer de 2013) va ser un director i pianista alemany.

## Biografia
Wolfgang Sawallisch va néixer a Múnic, fill de Maria i Wilhelm Sawallisch. El seu pare era director de la Hamburg-Bremer-Feuerversicherung de la ciutat. El germà de Wolfgang, Werner, era cinc anys més gran. Va aprovar l'Abitur el 1942 al "Wittelsbacher-Gymnasium" de Múnic.
Als cinc anys ja tocava el piano i quan en tenia deu havia decidit que volia ser concertista. Quan era nen, va ser molt influenciat per Richard Strauss i Hans Knappertsbusch. En la seva formació musical va ser generosament recolzat per la seva família, especialment per la seva mare vídua, que es va tornar a activar gràcies a ell, i també pel seu germà gran. Al principi, va estudiar composició i piano de manera privada. Això li va permetre preparar la seva carrera com a pianista i director abans i després de la Segona Guerra Mundial sense preocupacions financeres. El seu desenvolupament professional es va veure interromput pel servei militar i la captivitat: durant la guerra va servir a la Wehrmacht, a França i Itàlia, i en les etapes finals de la guerra va ser detingut en un camp de presoners de guerra britànic a Itàlia.
Després de tornar a casa a Múnic, va estudiar amb Joseph Haas i, després d'un semestre, va aprovar l'examen estatal a la "Staatliche Musikhochschule" de Múnic el 1946. Va prendre classes de direcció amb Hans Rosbaud i Igor Markevitch. Va trobar la seva primera feina al Stadttheater Augsburg. Durant aquest temps es va casar amb la cantant Mechthild Schmid (1921–1998), filla del constructor d'orgues Magnus Schmid (1889–1964) de Pemmering, a qui ja havia conegut en la seva joventut a Múnic. Va tenir una gran influència en ell al llarg de la seva vida junts.
A través de l'adopció del seu fill, nascut l'any 1944, del primer matrimoni de la seva dona, va fundar la seva pròpia família. Mechthild va renunciar a la seva pròpia carrera com a cantant a favor de la carrera del seu marit; d'una banda patia de quedar-se a l'ombra de l'home d'èxit, d'altra banda veia la seva funció com el seu gerent. Després de 46 anys de matrimoni, va morir als 77 anys a causa d'un càncer de tiroide.
La Fundació Wolfgang Sawallisch es va fundar a Grassau, a Baviera, l'any 2003 i inclou una escola de música. En un concert benèfic de l'Orquestra Estatal de Baviera a Grassau el 2 de febrer de 2013 sota la batuta de Kent Nagano, Sawallisch es va veure en públic per última vegada. Va concedir al món de l'òpera la seva darrera entrevista de premsa per al número de gener de 2013. El seu fill Jörg va morir el gener de 2013, només un mes abans que el seu pare adoptiu. Sawallisch va viure més de 50 anys a Grassau a Chiemgau, Alta Baviera, on també va ser enterrat.
La vila de Grassau, on Wolfgang Sawallisch havia viscut durant dècades, va ser adquirida per la Fundació Sawallisch l'any 2014 i s'utilitza ocasionalment per a concerts per l'Escola de Música de Grassau.

## Carrera
Va començar la seva carrera a l'òpera d'Augsburg el 1947. Al principi, va ocupar el càrrec de répétiteur i més tard es va convertir en el director principal. El 1949 va rebre el primer premi al Concurs Internacional de Música de Ginebra on va acompanyar el violinista Gerhard Seitz. El 1952–53 va ser l'assistent personal d'Igor Markevitch a l'Acadèmia Internacional d'Estiu del Mozarteum de Salzburg, Àustria.
Només tenia 30 anys quan va dirigir l'Orquestra Filharmònica de Berlín, on Herbert von Karajan era llavors el director titular. Quan va debutar al Bayreuth Festspielhaus dirigint Tristan und Isolde el 1957, va ser el director d'orquestra més jove que hi havia aparegut mai.
Després de rebutjar les ofertes per unir-se a l'Orquestra Filharmònica de Viena i a l'Òpera Metropolitana de Nova York, Sawallisch es va convertir en director principal de la Simfònica de Viena el 1960, càrrec que va ocupar durant deu anys. El 1961, va començar a dirigir l'Orquestra Simfònica d'Hamburg i també ho va fer durant deu anys. De 1970 a 1980 va ser director musical de l'Orchestre de la Suisse Romande.
De 1971 a 1992 va ser director musical de l'Òpera Estatal de Baviera, i durant diversos anys a partir de 1983, en va ser simultàniament director general. Durant trenta anys, va estar estretament relacionat amb els esdeveniments musicals de Múnic. Aquí va dirigir pràcticament totes les òperes més importants de Richard Strauss, sent Salomé l'única excepció. També va dirigir 32 cicles complets de Richard Wagner Der Ring des Nibelungen i se li atribueixen prop de 1.200 representacions d'òpera només a la ciutat.
El 1966, Eugene Ormandy, el director musical de l'Orquestra de Filadèlfia entre 1936 i 1980, havia convidat Sawallisch a visitar-lo. Posteriorment, Sawallisch hi va fer diversos enregistraments, i el 1993 va succeir a Riccardo Muti com a director musical de l'Orquestra de Filadèlfia, on va romandre fins al 2003. Des del 2003 fins a la seva mort el 2013, va ocupar el títol de Director Laureat amb l'orquestra. També va ser director honorari de l'Orquestra Simfònica de la NHK de Tòquio i durant més de 30 anys va actuar amb l'orquestra anualment a Tòquio. Va rebre un "Suntory Music Award" el 1993.

## Vida posterior
Després del seu mandat amb l'Orquestra de Filadèlfia, Sawallisch va tornar per a aparicions com a director convidat a Filadèlfia i al Carnegie Hall. No obstant això, la mala salut relacionada amb la hipotensió ortostàtica va impedir que Sawallisch conduís en els anys següents. En un article a "The Philadelphia Inquirer" del 27 d'agost de 2006, el mateix Sawallisch va declarar la seva retirada del podi del concert:
| « | "Pot passar sense anunciar que la meva pressió arterial és massa baixa. Aquesta inestabilitat em dona la necessitat d'acabar la meva carrera després de 57 anys de direcció de concerts i òpera." | » |

 Abans, l'any 1988, havia publicat la seva autobiografia "Im Interesse der Deutlichkeit" (Per la claredat) en la qual havia exposat les seves opinions sobre el paper d'un director d'orquestra.

## Afiliacions
Sawallisch va ser membre honorari de la "Robert Schumann Society". El 2003, va ajudar a establir una escola de música a Baviera, anomenant l'escola Wolfgang Sawallisch Stiftung (Fundació Wolfgang Sawallisch). Ell mateix va continuar vivint a la seva finca de Grassau jubilat.

## Mort
Sawallisch i la seva dona Mechthild van estar casats durant 46 anys fins a la seva mort el 24 de desembre de 1998. El cardenal Joseph Ratzinger (posteriorment Papa Benet XVI), un amic de la família, va oficiar la seva missa de Rèquiem. Va tenir un fill, Jörg, del seu matrimoni anterior, a qui Sawallisch havia adoptat. Jörg va morir el gener de 2013.
Sawallisch va morir a la seva casa de Grassau el 22 de febrer de 2013, als 89 anys.

## Interpretacions destacades
Sawallisch ha estat aclamat com a intèrpret de la música de Richard Strauss. Com a pianista, va acompanyar diversos cantants destacats de lieder, com Dietrich Fischer-Dieskau, Elisabeth Schwarzkopf i Margaret Price. També ha estat aclamat per les seves interpretacions de les simfonies d'Anton Bruckner.
Sawallisch també va gravar, com a piano acompanyant, Winterreise de Franz Schubert i Liederkreis de Robert Schumann i altres cançons amb Thomas Hampson. Una de les seves aparicions en directe com a pianista més celebrades va ser l'11 de febrer de 1994 a Filadèlfia, quan Sawallisch va substituir l'Orquestra de Filadèlfia en un concert de Wagner la nit que una forta tempesta de neu va impedir que gran part de l'orquestra arribés a l'Acadèmia. de la música.

## Enregistraments destacats
Els enregistraments de Sawallisch per a EMI inclouen temes molt apreciats del Capriccio de Richard Strauss i les quatre simfonies de Robert Schumann amb la Staatskapelle Dresden.
Va fer un àlbum estèreo quadrafònic (probablement l'únic que s'ha fet) de La flauta màgica de Mozart el 1973 per a EMI, protagonitzat per Peter Schreier com a Tamino, Anneliese Rothenberger com a Pamina, Walter Berry com a Papageno, Edda Moser com a reina de la nit i Kurt Moll com a Sarastro. L'ària de la Reina de la Nit d'aquesta gravació va ser seleccionada per la NASA l'any 1977 per ser inclosa al rècord d'or de la Voyager, un disc de coure xapat d'or que es va enviar a l'espai a la nau espacial Voyager. El disc contenia sons i imatges que havien estat escollides com a exemples de la diversitat de vida i cultura a la Terra.
Altres enregistraments de Sawallisch (EMI, Orfeo, Philips i Sony) inclouen
- Ludwig van Beethoven: nou simfonies amb la Royal Concertgebouw Orchestra, Amsterdam
- Johannes Brahms: Un Rèquiem alemany amb l'Orquestra Simfònica i el Cor de la Ràdio de Baviera
- Johannes Brahms: quatre simfonies amb la London Philharmonic Orchestra
- Johannes Brahms: quatre simfonies amb el Wiener Symphoniker
- Anton Bruckner: Simfonies nº. 1, 4, 5, 6 & 9
- Antonín Dvořák: Rèquiem, i Stabat Mater, tots dos amb la Filharmònica Txeca
- Antonín Dvořák: Simfonies núms. 7–9 i Concert per a violoncel amb l'Orquestra de Filadèlfia
- Felix Mendelssohn: Simfonia núm. 2 amb la Filharmònica de Berlín i el Cor de Düsseldorf
- Wolfgang Amadeus Mozart: La flauta màgica amb Francisco Araiza, Lucia Popp i Kurt Moll (videoregistre)
- Franz Schubert: nou Simfonies amb la Staatskapelle Dresden; Obres corals sagrades amb l'Orquestra Simfònica i el Cor de la Ràdio de Baviera
- Franz Schubert: Misses en la bemoll major D 678, do major D 452 i en mi bemoll major D 950, així com Tantum Ergo D 962 i Offertorium D 963 amb l'Orquestra Simfònica i Cor de la Ràdio de Baviera
- Leopold Stokowski: Transcripcions orquestrals amb The Philadelphia Orchestra
- Richard Strauss: Intermezzo, Elektra, Friedenstag, Die Frau ohne Schatten i Arabella amb l'Òpera Estatal de Baviera
- Richard Strauss: Ein Heldenleben, Symphonia domestica i Així van parlar Zarathustra amb The Philadelphia Orchestra
- Richard Strauss: Concerts per trompa, amb Dennis Brain i la Philharmonia Orchestra
- Giuseppe Verdi: Macbeth (Enregistrament en directe, Festival de Salzburg)
- Richard Wagner: The Ring of the Nibelung, Die Meistersinger von Nürnberg, Die Feen i Das Liebesverbot amb l'Òpera Estatal de Baviera; The Flying Dutchman (Festival de Bayreuth i Orquestra Estatal de Baviera, aquesta darrera filmada) i Tristan und Isolde, Tannhäuser i Lohengrin (tots Festival de Bayreuth, aquests dos últims estrenats oficialment)
- Richard Wagner: Wesendonck Lieder amb Marjana Lipovsek i The Philadelphia Orchestra
- Carl Maria von Weber: Obertures amb la Philharmonia Orchestra
- Carl Maria von Weber: dues Simfonies amb l'Orquestra Simfònica de la Ràdio Bavaresa.

Els seus darrers concerts i el seu projecte de gravació a Filadèlfia es van centrar en la música de Robert Schumann i es van publicar amb el segell discogràfic de The Philadelphia Orchestra el 2003.